# Estación Erézcano
Erézcano es una estación ferroviaria ubicada en la localidad del mismo nombre en el Partido de San Nicolás, Provincia de Buenos Aires, Argentina.

## Servicios
El ramal dejó de transitar en 1961, por lo que actualmente no se prestan servicios de pasajeros.

## Historia
En el año 1885 fue inaugurada la Estación Campos Salles, por parte del Ferrocarril Central Argentino, en el Ramal San Nicolás - Pergamino.
La estación pertenecía al Ferrocarril Mitre; cuando era operado por Ferrocarriles Argentinos pasaban más de 50 trenes da cargas y de larga distancia hacia las provincias de Santa Fe y Córdoba 
La estación fue clausurada en 1961 y actualmente no se opera ningún servicio.